# Пуза Євген Євгенович
Євген Пуза (2 лютого 1880 — 13 грудня 1922, Ужгород) — український політичний, громадський і військовий діяч Закарпаття, журналіст.

## Біографія
Закінчив Військово-технічну академію в Празі. Після цього працював у військовому картографічному інституті. Пізніше був державним службовцем у Відні.
У 1919 році був одним із засновників Головної руської (української) ради в Хусті. Був делегатом від Закарпаття до Української Національної Ради ЗУНР у місті Станіслав (нині Івано-Франківськ).
У 1919—1920 роках отаман (майор) УГА, референт літунства при Начальній Команді УГА.
У 1920—1922 роках — член Директорії Підкарпатської Русі, секретар губернатора Григорія Жатковича, засновник Соціал-Демократичної партії на Закарпатті.
У 1920—1922 роках редагував у співпраці із Степаном Клочураком партійний друкований орган — газету «Народ» (від 1922 року — «Вперед»), яка виходила в Ужгороді.
Засновував філії товариства «Просвіта» на Гуцульщині. Важко хворів на сухоти. 
Похований у м. Ужгород на цвинтарі Кальварія.